# سخت، پاکستان
سخت (به انگلیسی: Sekhat) یک منطقهٔ مسکونی در پاکستان است که در ایالت سند واقع شده‌است. سخت ۱۴ متر بالاتر از سطح دریا واقع شده‌است.